# Packard DR-980
Le Packard DR-980 est un moteur d'avion produit à partir de 1928 par Packard au États-Unis. C'est un exemple rare de moteur diesel en étoile.

## Conception
De nombreux autres constructeurs automobiles se sont lancés dans la production de moteurs aériens entre les deux guerres mondiales. Packard s'intéresse à l'utilisation de moteurs diesel en aviation, principalement parce que ces moteurs sont nettement plus économes que les moteurs essence, avec une économie de l'ordre de 35%. Le carburant est par ailleurs moins coûteux que l'essence aviation, et il est moins facilement inflammable, d'où un avantage en termes de sécurité. 
Packard développe donc un moteur radial 9 cylindres diesel. Des mesures sont prises pour réduire le poids, handicap habituel d'un moteur diesel. Cela se traduit notamment par une distribution particulière, avec une seule soupape par cylindre qui sert à la fois à l'admission et à l'échappement. Le carter est construit en magnésium, métal très léger. Packard réussit à construire un moteur pesant le même poids qu'un Wright R-790 Whirlwind de puissance similaire. Le tuyau spiralé autour de l'axe de l'hélice sert à refroidir l'huile.
Le premier vol a lieu le 19 septembre 1928 sur un Stinson Detroiter (en), c'est la première fois qu'un avion vole avec un moteur diesel. Le certificat de type est obtenu en 1930.

## Avantages et inconvénients
La faible consommation du moteur permet d'établir un record d'endurance. En 1931, un Bellanca Pacemaker modifié, équipé d'un DR-980 et de réservoirs supplémentaires, reste en l'air pendant 51 heures, piloté à tour de rôle par Parker Cramer et Oliver Paquette. Ce record tient pendant plus d'un demi-siècle, n'étant battu qu'en 1986 par le Rutan Voyager.
L'absence de bougies d'allumage est un avantage considérable en matière de communication radio, les radios de l'époque étant perturbées par les arcs électriques des bougies. Cela permet en 1929 de démontrer pour la première fois une communication vocale de qualité avec un avion en vol. 
Cependant, deux inconvénients majeurs ne peuvent être résolus et expliquent sa brève carrière commerciale (seulement une centaine d'unités vendues) : les vibrations et l'odeur. Ruth Rowland Nichols mentionne l'odeur de gasoil omniprésente dans le cockpit et imprégnant durablement les vêtements et les bagages, à laquelle certains pilotes n'ont jamais réussi à s'habituer.

## Exposition
Le Golden Wings Flying Museum, à Blaine (Minnesota), expose le Stinson Detroiter  du record de 1929, avec son moteur. Des moteurs DR-980 sont aussi conservés au National Air and Space Museum et au National Museum of the Air Force.